# 私のNO.1〜You're the only one〜
「私のNO.1〜You're the only one〜」（わたしのナンバーワン〜ユー・アー・ザ・オンリー・ワン〜）は、西田ひかるの通算21枚目のシングル。1996年5月2日発売。発売元はポニーキャニオン。

## 解説
表題曲は三菱電機「霧ヶ峰」のコマーシャルソングとして使用された。

## 収録曲
| 全作曲・編曲: 加藤和彦。 |                                                       |            |            |      |
| #                        | タイトル                                              | 作詞       | 作曲・編曲 | 時間 |
| 1.                       | 「私のNO.1〜You're the only one〜」                   | 竜真知子   | 加藤和彦   | 4:40 |
| 2.                       | 「なくしたくないのあなたを」                          | 西田ひかる | 加藤和彦   | 4:44 |
| 3.                       | 「私のNO.1〜You're the only one〜」(original karaoke) |            | 加藤和彦   | 4:40 |
| 4.                       | 「なくしたくないのあなたを」(original karaoke)        |            | 加藤和彦   | 4:46 |
| 合計時間:                | 合計時間:                                             | 合計時間:  | 18:50      |      |

## 収録アルバム
私のNO.1〜You're the only one〜
- 『24 two-four』
- 『MYこれ!クション 西田ひかるBEST』
- 『西田ひかる SINGLESコンプリート』
- 『Myこれ!Lite 西田ひかる』
- 『LIVE two-four〜Hikaru Nishida FALL CONCERT 1996〜』（ライヴ・バージョン）

なくしたくないのあなたを
- 『LIVE two-four〜Hikaru Nishida FALL CONCERT 1996〜』（ライヴ・バージョン）
- 『Hippie Happy Groove!! HIKARU NISHIDA LIVE '97』（ライヴ・バージョン）